# جامعة واغادوغو

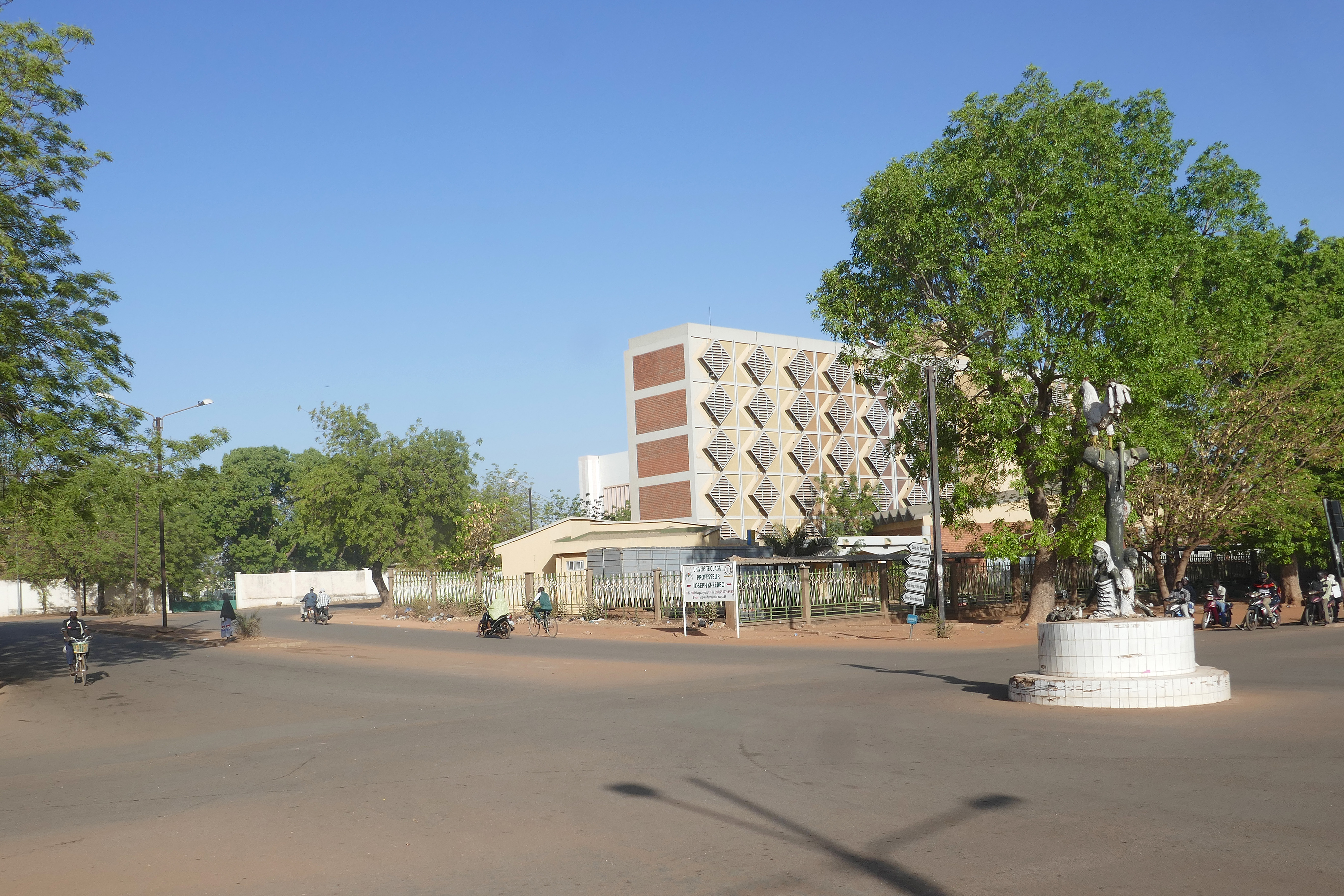
جامعة واغادوغو

تأسست عام 1974، جامعة واغادوغو (بالفرنسية: Université de Ouagadougou)‏ وتُختصر إلى UO في واغادوغو، بوركينا فاسو. تمت إعادة تسميتها رسميًا في عام 2015 باسم (l'Université Ouaga 1 Professeur Ki-Zerbo). تتكون الجامعة من سبع وحدات تدريب وبحث (UFR) ومعهد واحد.
في عام 1995 تم افتتاح الحرم الجامعي الثاني للتعليم المهني المعروف باسم جامعة البوليتكنيك في بوبو (UPB) في مدينة بوبو ديولاسو. تم افتتاح الحرم الجامعي الثالث لتدريب المعلمين / المدربين في كودوغو في عام 1996؛ في عام 2005، أصبحت جامعة كودوغو.
كان لدى الجامعة حوالي 40.000 طالب في عام 2010 (83% من السكان الوطنيين من طلاب الجامعات).

## أكاديميون

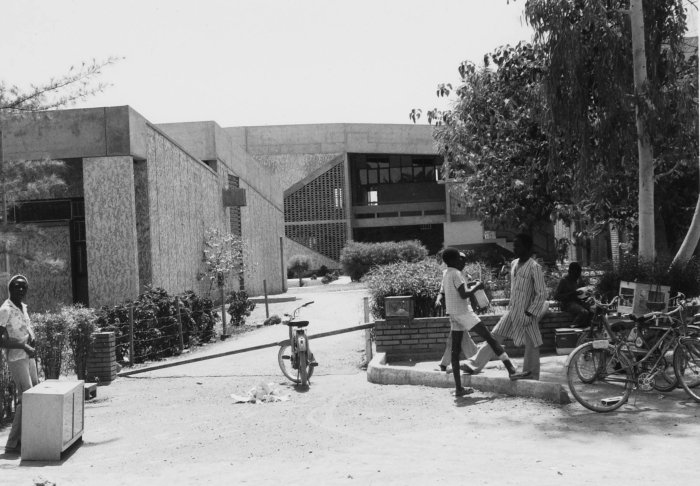
جامعة واغادوغو عام 1979

### الأقسام الأكاديمية والبرنامج
تتكون جامعة واغادوغو (2005A) من سبع وحدات تدريب وبحث (UFR) ومعهد واحد: اللغات، الفنون والاتصالات؛ العلوم الإنسانية؛ العلوم القانونية والسياسية؛ العلوم الاقتصادية والإدارة؛ العلوم التطبيقية ؛ العلوم الصحية؛ علوم الحياة ومعهد بوركينا فاسو للفنون. فهو يجمع بين مزايا هيئة التدريس (التدريس الأساسي) ومزايا المعهد (الاحتراف).
النظام المستخدم هو نظام التعليم المعياري القائم على الاعتمادات الأكاديمية، والذي يجمع بين التدريب الأساسي والمهني.

### وحدة تدريب وبحث اللغات والفنون والاتصالات
بالنسبة لوحدة تدريب وبحث اللغات والفنون والاتصالات (بالإنجليزية: Languages and Arts and Communications)‏، هناك دورتان: الفنون والاتصالات وفي الآداب واللغات واللغويات. تم إنشاء الوحدة عام 2000 وتقوم بتدريب الطلاب على اللغات والآداب والفنون والثقافة والاتصال والصحافة. تضم 2440 طالبًا. للقبول، يجب أن يكون الطلاب حاصلين على مستوى التعليم الثانوي. بالنسبة للذين ليس لديهم هذا المستوى، يتم إجراء اختبار.
يحصل طلاب الكلية على شهادة الدراسات الجامعية العامة (دبلوم جامعي) بعد الدورة الأولى، ودرجة البكالوريوس والماجستير في الاتصال والصحافة وفي الترجمة الفورية بعد الدورة الثانية. آخرها دبلوم الدراسات العليا والدكتوراه في اللغويات والآداب الحديثة بعد الدورة الثالثة.

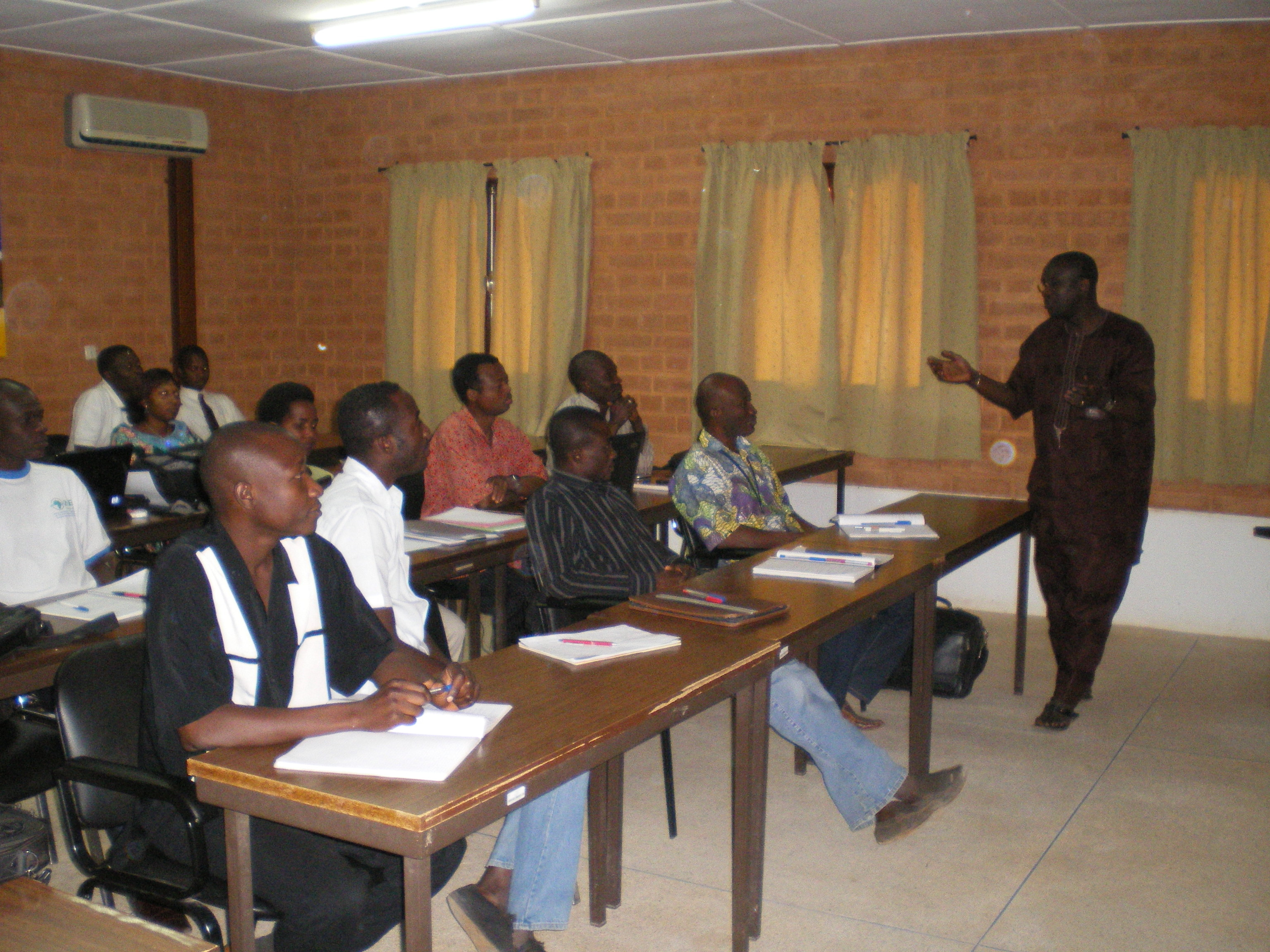
طلبة الماجستير بالجامعة 2010

### وحدة تدريب وبحث العلوم الإنسانية
تتكون وحدة تدريب وبحث العلوم الإنسانية (بالإنجليزية: Human Sciences)‏ من فرعين: التاريخ والجغرافيا وعلم الآثار. وهي تضم أربعة أقسام ومشروعين. بها 82 معلمًا لـ 4،004 طلاب وخمسة مختبرات طلابية. الدرجات التي يحصل عليها الطلاب أثناء دراستهم أو في النهاية هي شهادة الدراسات الجامعية العامة ودرجة البكالوريوس والماجستير والدكتوراه وفقًا لتخصصهم.

### وحدة تدريب وبحث العلوم القانونية والسياسية
تم إنشاء وحدة تدريب وبحث العلوم القانونية والسياسية (بالإنجليزية: Legal and Politic Sciences)‏ في عام 1975 من قسمين: أحدهما في القانون والعلوم السياسية، والآخر في علم الجريمة. يقوم بتدريب الحقوقيين للقطاعين الخاص والعام، لتعزيز البحث في المجال القانوني، ونشر الأعمال ونشر الأبحاث. للعام الدراسي 2004-2005، كان هناك 25 مدرسًا لكل 3189 طالبًا.
تمنح الوحدة الدرجات التالية: شهادة الدراسات الجامعية العامة I، شهادة الدراسات الجامعية العامة II (دبلوم جامعي) وشهادة البكالوريوس، وشهادة الماجستير، ودبلوم الدراسات العليا وقريبًا شهادة الدراسات المعمقة والدكتوراه.

### وحدة تدريب وبحث العلوم التطبيقية
تم إنشاء وحدة تدريب وبحث العلوم التطبيقية (بالإنجليزية: Applied Sciences)‏ في عام 2000. لديها ثلاثة أقسام - الرياضيات والحاسوب والفيزياء والكيمياء - و12 مختبرا متاحا للطلاب. مثل بقية الوحدات الأخرى، تمنح الوحدة نفس الدرجات وفقًا لتخصص الطالب.

### وحدة تدريب وبحث العلوم الصحية
تم إنشاء وحدة تدريب وبحث العلوم الصحية (بالإنجليزية: Health Sciences)‏ في عام 1980 ووحدة تدريب وبحث علوم الحياة والأرض (بالإنجليزية: Life and Hearth Sciences)‏.
الأول له ثلاثة فروع: دورات في الطب مع خمسة أقسام؛ دورات في الصيدلة مع ثلاثة أقسام. تقوم الكلية بإعداد الأطباء والصيادلة وجراحي الأسنان والفنيين المؤهلين للمستشفيات والعيادات. تتكون وحدة تدريب وبحث علوم الحياة والأرض من قسمين: علوم الحياة وعلوم الأرض. يتم تسليم نفس الدرجات مثل الكليات الأخرى.
الدبلومات المقدمة هي درجة دكتور الدولة في الطب، ودرجة دكتور الدولة في الصيدلة، والرخصة المهنية في التحليلات الطبية الحيوية، وشهادة الدراسات الخاصة في الجراحة العامة، وأمراض النساء والتوليد، وطب الأطفال والطب النفسي. العلوم الصحية لديها 21 مختبرا.

### وحدة تدريب وبحث علوم الأرض والحياة
تتكون وحدة تدريب وبحث علوم الأرض والحياة (بالإنجليزية: Life and Earth Sciences)‏ من أربعة أقسام:
- علم الأحياء وعلم وظائف الأعضاء الحيواني.
- علم الأحياء وفسيولوجيا النبات.
- الكيمياء الحيوية وعلم الأحياء الدقيقة.
- الجيولوجيا.

تضم الوحدة أكبر مجموعة نباتية في بوركينا فاسو هي معشبة جامعة واغادوغو.

### معهد بوركينا فاسو للفنون والحرف
المعهد لديه الفروع التالية: أمانة التوجيه، وأمانة التوجيه ثنائية اللغة، والمحاسبة المالية / الإدارة التجارية، والتأمين المصرفي، وعلوم التحكم وطرق تكنولوجيا معالجة البيانات المطبقة على الإدارة. الاتصالات والهندسة المعمارية وتخطيط المدن والهندسة المدنية من القطاعات التي سيتم افتتاحها قريبًا.
يمنح المعهد الطلاب عامين من التدريس النظري والعملي. في النهاية يحصل الطلاب على درجة الدبلوم الجامعي للتكنولوجيا، وهي شهادة جامعية فرنسية في التكنولوجيا.

## مشاهير

### الأساتذة
- إيفون ليبونا بونزي كوليبالي، أستاذة الكيمياء، المدير العام لمعهد العلوم في بوركينا فاسو.[9]

### الخريجون
- أنجيلي باسولي-أودريغو، شاعر وصحفي.
- مونيك إيلبودو، مؤلفة وناشطة في مجال حقوق الإنسان.
- شانتال كابوري زونجرانا، أخصائية تغذية حيوانية وخبيرة في الأمن البيولوجي.
- ستانيسلاس أوارو، سياسي وعالم رياضيات.
- ماري فرانسواز ويدراوغو، عالمة رياضيات.
- سيميون سوادوغو، سياسي.
- أنطوان سومدة، رجل دولة.
- بول كابا تيبا، رئيس وزراء بوركينا فاسو الثامن.
- بارامانجا إرنست يونلي، رئيس وزراء بوركينا فاسو الرابع.

## روابط خارجية
- L'Université de Ouagadougou باللغة الفرنسية